# Alida Valli
Alida Maria Laura von Altenburger, más conocida como Alida Valli (Pula, Reino de Italia, hoy Croacia, 31 de mayo de 1921 - Roma, Italia, 22 de abril de 2006) fue una actriz de cine italiana. Conocida por su participación en la película El tercer hombre (1949), de Carol Reed, fue condecorada con los títulos de doctora honoris causa por la Universidad de Roma La Sapienza, Caballero de las Artes de Francia y Caballero (Cavaliere) de la República Italiana.

## Biografía
Nacida en una familia noble, fue bautizada con el nombre de «Baronesa Alida Maria Laura Altenburger von Marckenstein-Frauenberg del Sacro Romano Imperio». Su padre fue Gino Altenburger, barón del Trentino, y su madre, Silvia Obrekar, pianista. Su abuelo paterno fue el barón Luigi Altenburger (o Altempurger), un austríaco-italiano de Trento, descendiente de los condes de Arco. La abuela paterna de Alida Valli fue Elisa Tomasi, también de Trento,  prima del senador italiano Ettore Tolomei. Por su parte la madre de Tolomei fue Silvia Oberecker della Martina nacida en Pula (Istria, actual Croacia, en aquellos tiempos parte del Imperio Austro-Húngaro), hermana del austriaco Felix Oberecker (u: Obrekar) de la ciudad de Laibach, (hoy Liubliana, capital de Eslovenia, pero a inicios del siglo XX, una ciudad muy germanizada de Austria).
La madre de Alida Valli fue Virginia della Martina, también nacida en Pula. El tío abuelo por linaje materno de María Valli fue Rodolfo,  amigo íntimo del italiano ultranacionalista Gabriele d'Annunzio.

## Carrera

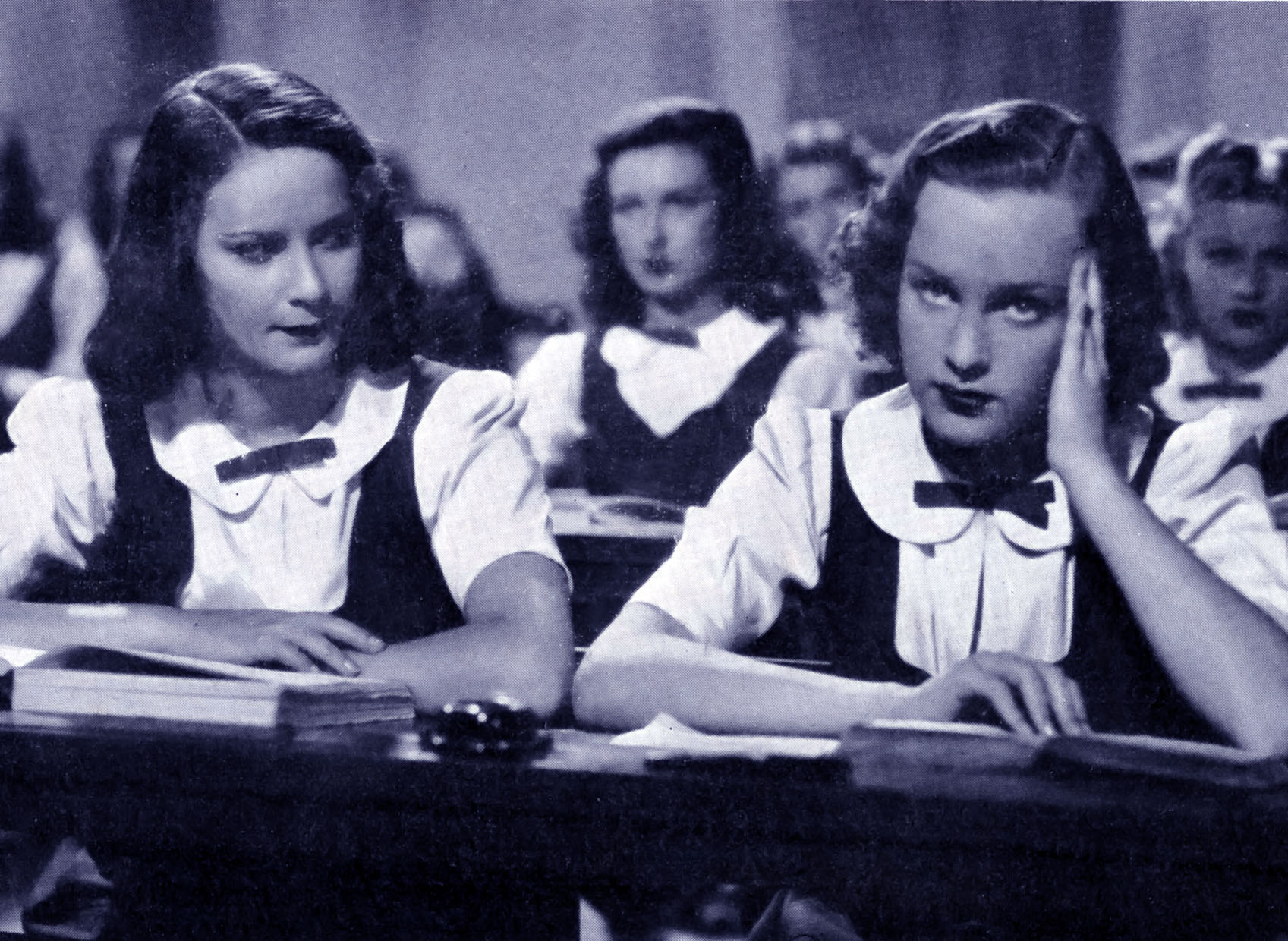
Alida Valli e Irasema Dilián en la película de 1941 Ore 9: lezione di chimica, de Mario Mattòli (1898-1980).

Desde pequeña le llamó la atención la interpretación, participando, desde los 8 años, en funciones de teatro benéficas. Cuando cumplió los 13 años comenzó a trabajar en el cine, a través del Centro Experimental de Cinematografía de Roma, en películas como Il capello a tre punte (El sombrero de tres picos), de Mario Camerini (1934), o I due sergenti (Los dos sargentos, (1936). En el año 1942, realizó su primera gran interpretación en la película Piccolo mondo antico (Pequeño mundo antiguo), que le valió un premio a la mejor interpretación en el Festival de Venecia. 
Ese mismo año, estrenó uno de los clásicos del cine italiano de la década de 1940, el drama A través de las nubes de Goffredo Alessandrini, que adapta la famosa novela de Ayn Rand El manantial, y en el que Alida Valli realizó una de sus mejores interpretaciones, junto al injustamente olvidado, pero entonces en apogeo Fosco Giachetti.

## Guerra y escándalo
Durante la Segunda Guerra Mundial dejó de hacer películas para evitar que el gobierno italiano la usara como propaganda fascista. Por ese mismo motivo hubo de esconderse, evitando así que la detuvieran. En el año 1944 se casó con el músico Oscar de Mejo, con el que tuvo dos hijos, y del que se divorció en el año 1952. 
Ese mismo año se vio envuelta en el escándalo de Wilma Montesi, una joven que fue hallada muerta en extrañas circunstancias en Ostia, y que conmocionó a la alta sociedad italiana de la época, por el uso de drogas y sexo en los que estaba involucrado el hijo del ministro italiano de Asuntos Exteriores de la época, y cuya coartada fue ella. Esto prácticamente arruinó su carrera.

## Hollywood
Terminada la Segunda Guerra Mundial, intentó abrirse un hueco en Hollywood, donde sólo se la conocería por su apellido, Valli. Contratada por David O. Selznick, protagonizó la película El proceso Paradine (1947) de Alfred Hitchcock, junto a Gregory Peck y Ethel Barrymore, en un papel pensado para el regreso de Greta Garbo a la pantalla.
En 1949 protagonizó en Inglaterra la que probablemente sea su película más conocida internacionalmente, El tercer hombre de Carol Reed, junto a Orson Welles y Joseph Cotten. Terminó su estancia en Hollywood con el melodrama El milagro de las campanas (1948), de Irving Pichel, junto a Fred MacMurray, y el magnífico pero olvidado drama de escaladores La montaña trágica (1950), de Ted Tetzlaff, haciendo aquí uno de sus mejores trabajos al lado de Glenn Ford.

## Cine con directores europeos

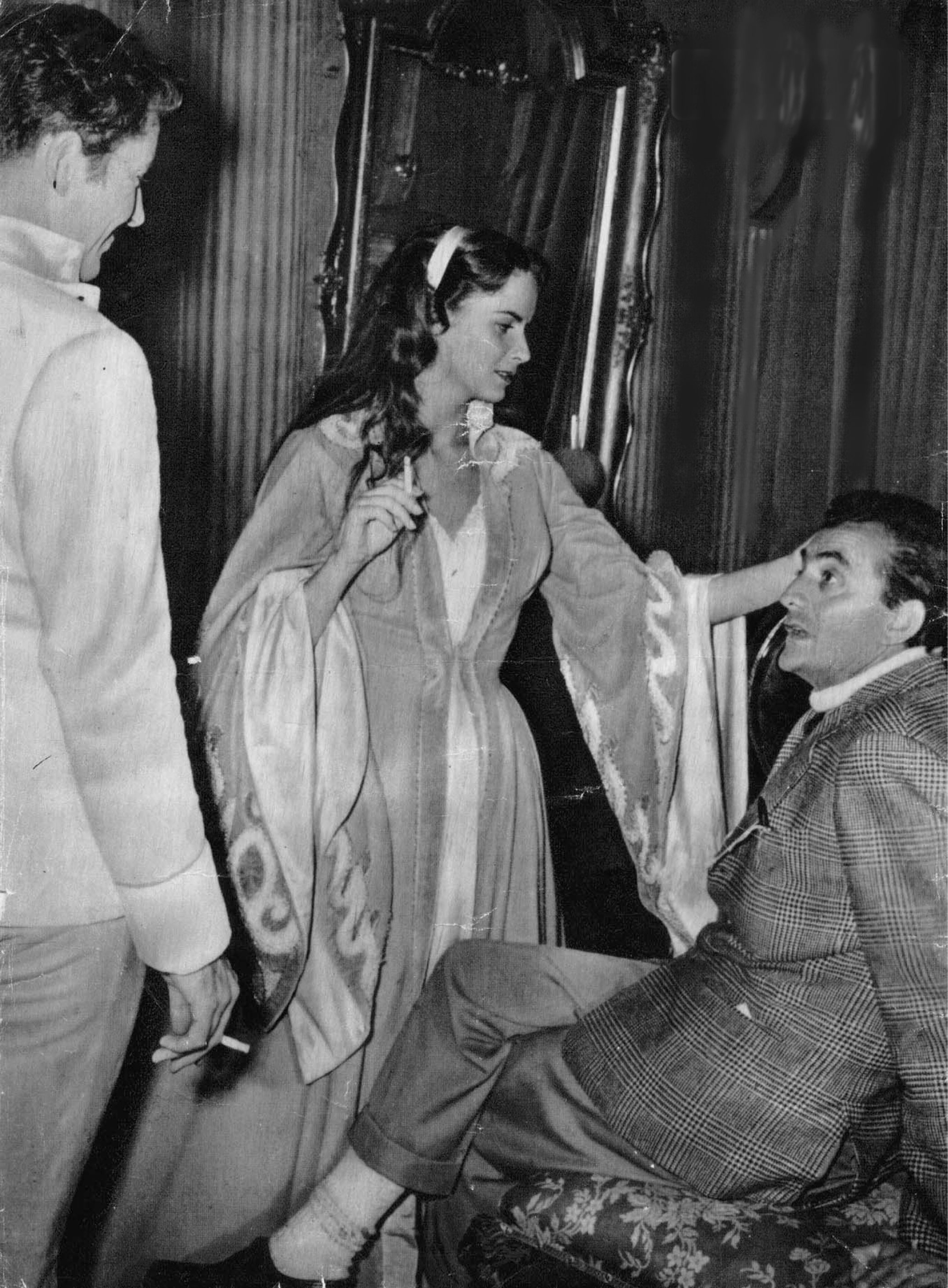
Granger, Valli y Visconti durante el rodaje de Senso.

Posteriormente, participó en otras películas que le dieron prestigio, ya afincándose en Europa, como la magistral Senso (1953), de Luchino Visconti, donde se enamoraría de su compañero de reparto Farley Granger; la inconmensurable El grito (1957) de Michelangelo Antonioni, junto al estadounidense Steve Cochran; la terrorífica  Les yeux sans visage, (1959) de Georges Franju.
En 1960 encarna el emotivo rol de la Madre Teresa de San Agustín en la producción de Philippe Agostini y Raymond Leopold Bruckberger sobre la novela homónima de Gertrud von le Fort: Diálogos de Carmelitas (basada también a su vez en el drama homónimo de George Bernanos) como la priora del Convento de Compiègne que fuese guillotinada durante la Revolución Francesa junto a otras quince monjas carmelitas. En 1961 tiene un papel menor en la comedia de ladrones El último chantaje (The Happy Thieves), junto a Rita Hayworth y Rex Harrison. Mayor enjundia tienen filmes posteriores de su historial, como una interesante versión del Edipo Rey de Sófocles (1967), realizada por Pier Paolo Pasolini, junto a Silvana Mangano y Franco Citti; el hoy clásico de terror Suspiria (1977) de Dario Argento; Novecento (1976), y el drama de culto La Luna (1979), ambas de Bernardo Bertolucci. 
Estuvo dedicada al cine hasta pocos años antes de morir, siendo una de sus últimas apariciones destacadas Un mes en el lago de John Irvin, estrenada en 1995, donde compartió protagonismo con Vanessa Redgrave y Uma Thurman. En 1997 fue galardonada con el premio León de oro del Festival de Venecia a toda su carrera cinematográfica. 
Murió el 22 de abril de 2006 a la edad de 84 años.

## Comentarios
Participó en el cine de evasión en la década de 1940. Logró el estrellato internacional en la década de 1950 y su madurez interpretativa en la década de 1960. Su paso por Hollywood empezó siendo prometedor pero, al igual que pasó con otras actrices europeas en esa época como Viveca Lindfors, May Britt, Diana Dors o Sara Montiel, tras la novedad inicial, pasó a engrosar la lista de bellezas exóticas en papeles de poca importancia. 
En 1962 participó en el episodio "Doughboy" de la serie de TV Combat! interpretando a Maríe, una esposa francesa.

## Filmografía

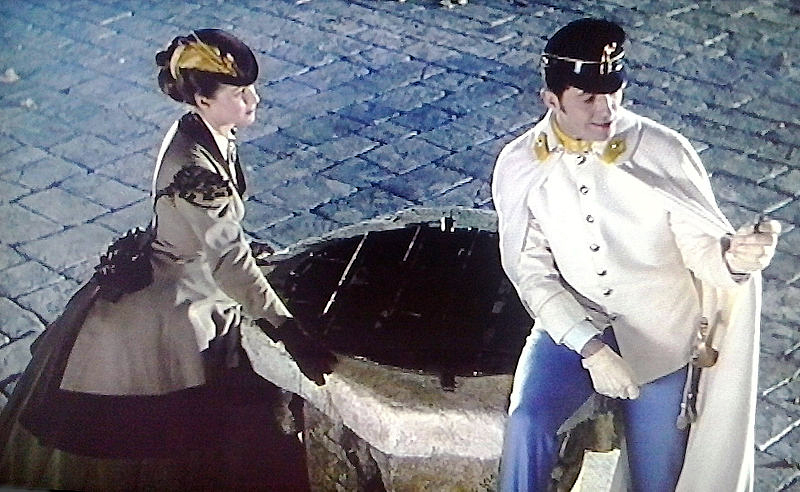
Valli y Granger en un fotograma de Senso.

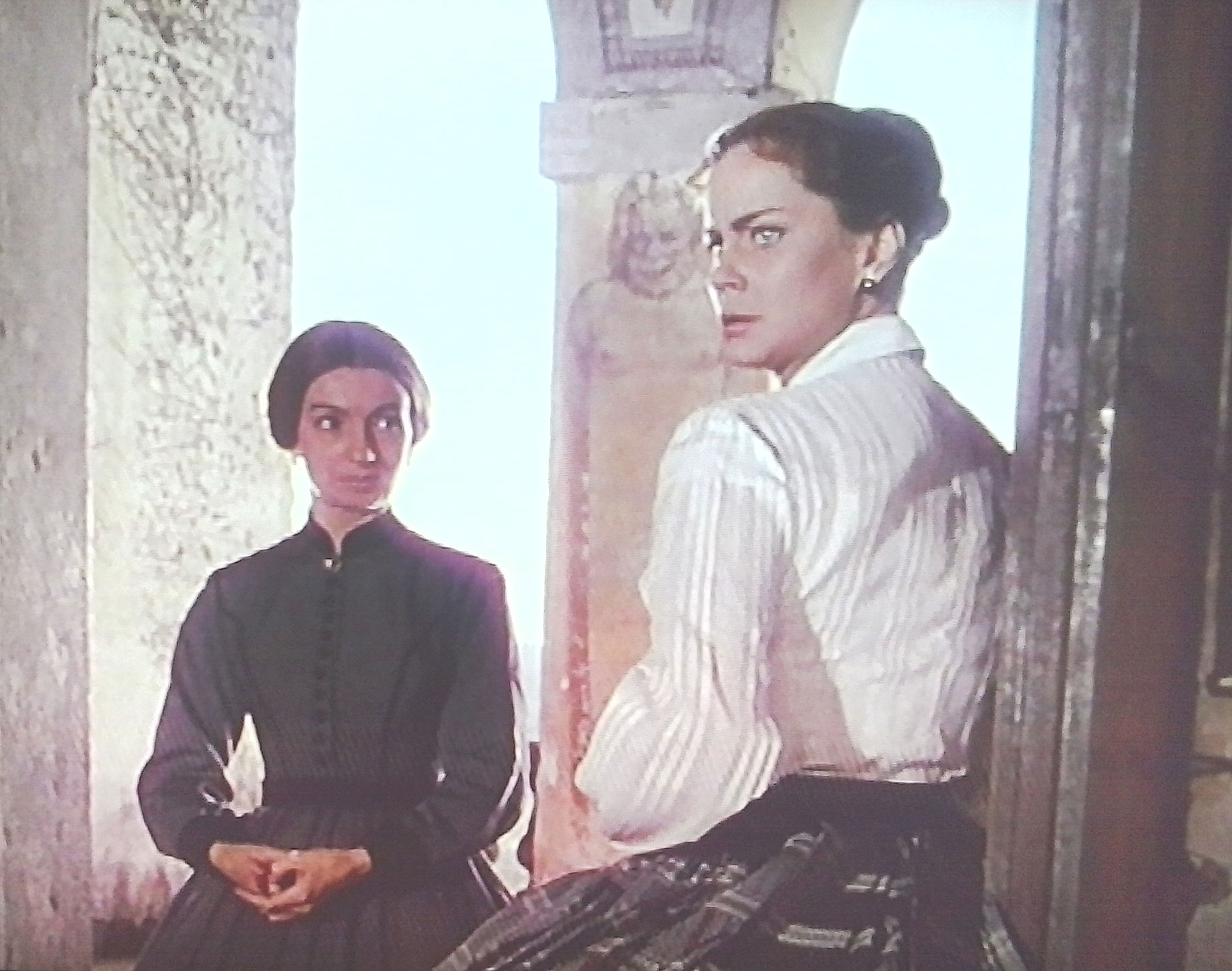
Rina Morelli y Alida Valli en un fotograma de la película Senso de 1954.

- Il capello a tre punte (El sombrero de tres picos), (1934).
- I due sergenti (Los dos sargentos), (1936) de Mario Camerini.
- Il feroce Saladino (Saladino el feroz), (1937) de Carmine Gallone.
- La casa del peccato (La casa del pecado), (1938).
- L'amante segreta (La amante secreta), (1941).
- Adiós Kira, (1942)
- A través de las nubes, (1942) de Goffredo Alessandrini.
- Eugenia Grandet, (1946)
- El proceso Paradine, (1947) de Alfred Hitchcock.
- El milagro de las campanas, (1948) de Irving Pichel.
- El tercer hombre, (1949) de Carol Reed.
- La montaña trágica, (1950) de Ted Tetzlaff.
- Despacio forastero, (1950)
- El tirano de Toledo, (1952) de Henri Decoin y Fernando Palacios.
- Senso, (1954) de Luchino Visconti.
- El grito, (1957) de Michelangelo Antonioni.
- Prisionero del mar, (1957) de Gillo Pontecorvo.
- Los amantes del claro de luna, (1957).
- Les yeux sans visage, (1959) de Georges Franju.
- Diálogo de carmelitas, (1960) de Philippe Agostini y Raymond Leopold Bruckberger.
- El último chantaje (The Happy Thieves, 1961), de George Marshall.
- Una larga ausencia (Une aussi longue absence, 1961), de Henri Colpi.
- Homenaje a la hora de la siesta, (1962) de Leopoldo Torre Nilsson.
- El valle de las espadas, (1963) de Javier Setó.
- El hombre de papel, (1963) de Ismael Rodríguez.
- Edipo Rey, (1967) de Pier Paolo Pasolini.
- La estrategia de la araña, (1970) , de Bernardo Bertolucci.
- No es nada, mamá, sólo un juego, (1974) de José María Forqué.
- El puente de Casandra, (1976) de George Pan Cosmatos.
- Berlinger, te quiero, (1977)
- Novecento, (1977) de Bernardo Bertolucci.
- Suspiria, (1977) de Darío Argento.
- Porco Mondo, (1978) de Sergio Bergonzelli.
- La luna, (1979) de Bernardo Bertolucci.
- Inferno, (1980) de Darío Argento.
- Delitti privati, (1993)
- Un mes en el lago, (1995) de John Irvin.
- Semana Santa, (2002)

## Teatro
- La casa dei Rosmer (1956), Henrik Ibsen (aka Rosmersholm)
- L'uomo, la bestia e la virtù (1956), Luigi Pirandello
- Gli innocenti (1956), William Archibald
- Enrico IV (1958), Luigi Pirandello
- Il sole e la luna (1965), Guglielmo Biraghi
- Epitaffo per George Dillon (1966), John Osborne y Anthony Creighton (Epitaph for George Dillon)
- Uno sguardo dal ponte (1967), Arthur Miller (A View from the Bridge)
- La bambolona (1968), Raf Vallone
- Il dio Kurt (1969), Alberto Moravia
- I parenti terribili (1969), Jean Cocteau (Les parents terribles)
- LSD-Lei, scusi, divorzierebbe? (1970), Carlo Maria Pensa
- Uno sporco egoista (1971), François Dorin
- Lulu (Lo spirito della terra – Il vaso di Pandora) (1972), Frank Wedekind (Lulu [Erdgeist-Die Büchse der Pandora])
- Le massacre à Paris(1972), Christopher Marlowe (The Massacre at Paris)
- Il Gabbiano (1973), Anton Chéjov
- L'uomo che incontrò de stesso (1981), Luigi Antonelli
- La Venexiana (1981), Anónimo
- La fiaccola sotto il moggio (1981), Gabriele D'Annunzio
- Ekaterina Ivanovna (1983), Leonid Andréiev
- Il malinteso (1984), Albert Camus (Le malentendu)
- Romeo e Giulietta (1985), William Shakespeare (Romeo and Juliet)
- A porte chiuse, da Sartre a Mishima (1986), de Jean-Paul Sartre e Yukio Mishima (Huis clos – Aoi – Hanjo)
- La città morta (1988), Gabriele D'Annunzio
- La nave (1988), Gabriele D'Annunzio
- I paraventi (1990), Jean Genet (Les paravents)
- Improvvisamente l'estate scorsa (1991), Tennessee Williams (Suddenly Last Summer)
- Più grandiose dimore (1993), Eugene O'Neill
- Così è (se vi pare) (1994), Luigi Pirandello
- Questa sera si recita a soggetto (1995), Luigi Pirandello

## Premios y nominaciones
| Año  | Premio                                        | Categoría                            | Película                           | Resultado | Ref.  |
| ---- | --------------------------------------------- | ------------------------------------ | ---------------------------------- | --------- | ----- |
| 1947 | Italian National Syndicate of Film Journalist | Mejor actriz protagónica             | Eugenia Grandet                    | Ganadora  |       |
| 1948 | Photoplay Awards                              | Mejor interpretación del mes (abril) | Agonía de amor                     | Ganadora  |       |
| 1948 | Photoplay Awards                              | Mejor interpretación del mes (mayo)  | El milagro de las campanas         | Ganadora  |       |
| 1955 | Golden Goblets                                | Mejor actriz                         | Senso                              | Ganadora  |       |
| 1958 | INSFJ                                         | Mejor actriz secundaria              | This Angry Age                     | Nominada  |       |
| 1964 | Golden Globes                                 | Mejor actriz dramática               | El hombre de papel                 | Nominada  |       |
| 1965 | Avellino Neorealism Film Festival             | Mejor actriz                         |                                    | Ganadora  |       |
| 1977 | INSFJ                                         | Mejor actriz secundaria              | Novecento                          | Nominada  |       |
| 1982 | Premi David di Donatello                      | Mejor actriz secundaria              | La caduta degli angeli ribelli     | Ganadora  |       |
| 1991 | Premi David di Donatello                      | Premio a toda una trayectoria        | Premio a toda una trayectoria      | Ganadora  |       |
| 1991 | Premi David di Donatello                      | Mejor actriz secundaria              | La bocca                           | Nominada  |       |
| 1996 | Premio Flaiano Internationale                 | Premio a toda su carrera artística   | Premio a toda su carrera artística | Ganadora  | [ 1 ] |
| 1997 | Festival de Cine de Venecia                   | León de Oro Especial                 | Por su aporte al cine              | Ganadora  | [ 2 ] |
| 2000 | Montecatini International Short Film Festival | Premio a toda su carrera             | Premio a toda su carrera           | Ganadora  |       |

- Legión de Honor

## Literatura
- Lorenzo Pellizzari y Claudio Valentinetti, Il romanzo di Alida Valli, Garzanti, 1995
- Ernesto G. Laura y Maurizio Porro, Alida Valli, Gremese, 1995